# Dominik Yamada
Dominik Yamada (ur. w Ōmuri w Japonii; zm. 10 września 1622 na wzgórzu Nishizaka w Nagasaki) – błogosławiony Kościoła katolickiego, japoński męczennik, ofiara prześladowań antykatolickich w Japonii.

## Życiorys
Jego żoną była Klara Yamada. Dominik Yamada należał do Bractwa Różańcowego.
W Japonii w okresie Edo (XVII w.) doszło do prześladowań chrześcijan. Dominik Yamada został spalony żywcem 10 września 1622 na wzgórzu Nishizaka w Nagasaki za ukrywanie misjonarza franciszkanina Piotra z Ávili. Z tego samego powodu jego żonę ścięto w dniu jego egzekucji.
Został beatyfikowany razem z żoną w grupie 205 męczenników japońskich przez Piusa IX w dniu 7 lipca 1867 (dokument datowany jest 7 maja 1867)
Dniem jego wspomnienia jest 10 września (w grupie 205 męczenników japońskich).